# Wahlkreis Mutterstadt
Der Wahlkreis Mutterstadt (Wahlkreis 38, bis zur Landtagswahl 2016 noch Wahlkreis 37) ist ein Landtagswahlkreis im Rhein-Pfalz-Kreis in Rheinland-Pfalz. Er umfasst die verbandsfreien Gemeinden Böhl-Iggelheim, Limburgerhof und Mutterstadt sowie die Verbandsgemeinden Dannstadt-Schauernheim, Maxdorf und Rheinauen.

## Wahl 2021
Bei der Landtagswahl 2021 vom 14. März 2021 entfielen im Wahlkreis auf die einzelnen Wahlvorschläge:
| Direktkandidaten  | Partei           | Wahlkreisstimmen in % | Landesstimmen in % |
| ----------------- | ---------------- | --------------------- | ------------------ |
| Bianca Staßen     | SPD              | 30,4                  | 35,4               |
| Johannes Zehfuß   | CDU              | 34,5                  | 27,0               |
| Klaus Räuchle     | AfD              | 11,1                  | 10,4               |
| Konrad Reichert   | FDP              | 7,4                   | 6,2                |
| Elias Weinacht    | Grüne            | 11,7                  | 9,2                |
| Andreas Klamm     | Die Linke        | 2,7                   | 2,0                |
| –                 | Freie Wähler     | –                     | 4,0                |
| –                 | Piraten          | –                     | 0,6                |
| –                 | ÖDP              | –                     | 0,6                |
| Friedrich Hiemenz | Klimaliste       | 2,4                   | 1,0                |
| –                 | Die PARTEI       | –                     | 1,0                |
| –                 | Tierschutzpartei | –                     | 1,9                |
| –                 | Volt             | –                     | 0,8                |

## Wahl 2016
Die Ergebnisse der Wahl zum 17. Landtag Rheinland-Pfalz vom 13. März 2016:
| Direktkandidaten                  | Partei       | Wahlkreisstimmen | Landesstimmen |
| --------------------------------- | ------------ | ---------------- | ------------- |
| Bernhard Kukatzki                 | SPD          | 30,3 %           | 34,4 %        |
| Johannes Zehfuß                   | CDU          | 33,5 %           | 28,6 %        |
| Elias Weinacht                    | GRÜNE        | 6,6 %            | 5,3 %         |
| Konrad Reichert                   | FDP          | 6,0 %            | 6,8 %         |
| Maximilian Keck                   | DIE LINKE    | 2,1 %            | 2,0 %         |
| Patrick Kunz                      | Freie Wähler | 4,4 %            | 2,8 %         |
| Elisa Uhl                         | ÖDP          | 1,0 %            | 0,5 %         |
| Klaus Räuchle                     | AfD          | 16,1 %           | 16,6 %        |
| –                                 | Sonstige     | –                | 3,0 %         |
| Wahlberechtigte: 65.405 Einwohner |              |                  |               |
| Wahlbeteiligung: 77,0 %           |              |                  |               |

## Wahl 2011
Die Ergebnisse der Wahl zum 16. Landtag Rheinland-Pfalz vom 27. März 2011:
| Direktkandidaten                  | Partei    | Wahlkreisstimmen | Landesstimmen |
| --------------------------------- | --------- | ---------------- | ------------- |
| Hannelore Klamm                   | SPD       | 38,7 %           | 36,9 %        |
| Johannes Zehfuß                   | CDU       | 38,9 %           | 34,2 %        |
| Konrad Reichert                   | FDP       | 4,5 %            | 4,1 %         |
| Almut Schaab-Hehn                 | GRÜNE     | 14,0 %           | 15,2 %        |
| Günther Kopp                      | DIE LINKE | 3,9 %            | 2,5 %         |
| –                                 | Sonstige  | –                | 7,1 %         |
| Wahlberechtigte: 64.926 Einwohner |           |                  |               |
| Wahlbeteiligung: 67,9 %           |           |                  |               |

- Direkt gewählt wurde Johannes Zehfuß (CDU).[5]
- Hannelore Klamm (SPD) wurde über die Landesliste (Listenplatz 11) in den Landtag gewählt.[7]

## Wahl 2006
Die Ergebnisse der Wahl zum 15. Landtag Rheinland-Pfalz vom 26. März 2006:
| Direktkandidaten                  | Partei   | Wahlkreisstimmen | Landesstimmen |
| --------------------------------- | -------- | ---------------- | ------------- |
| Hannelore Klamm                   | SPD      | 41,4 %           | 45,7 %        |
| Rainer Reiß                       | CDU      | 36,1 %           | 30,8 %        |
| Konrad Reichert                   | FDP      | 7,8 %            | 8,2 %         |
| Hannelore Putz-Geißler            | GRÜNE    | 5,5 %            | 4,4 %         |
| Hermann Brenner                   | FWG      | 5,3 %            | 2,3 %         |
| Norbert Amberger                  | ödp      | 0,8 %            | 0,3 %         |
| Thorsten Schlorke                 | WASG     | 3,1 %            | 2,5 %         |
| –                                 | Sonstige | –                | 5,9 %         |
| Wahlberechtigte: 64.714 Einwohner |          |                  |               |
| Wahlbeteiligung: 64,3 %           |          |                  |               |

- Direkt gewählt wurde Hannelore Klamm (SPD).[8]

## Bisherige Abgeordnete
Direkt gewählte Abgeordnete des Wahlkreises seit 1991 waren:
| Wahl           | Name             | Partei | Erststimmen in % |
| -------------- | ---------------- | ------ | ---------------- |
| 21. April 1991 | Lothar Horlacher | SPD    |                  |
| 24. April 1996 | Hannelore Klamm  | SPD    |                  |
| 25. März 2001  | Hannelore Klamm  | SPD    |                  |
| 26. März 2006  | Hannelore Klamm  | SPD    | 41,4             |
| 27. März 2011  | Johannes Zehfuß  | CDU    | 38,9             |